# Ingvild Stensland
Ingvild Stensland (* 3. August 1981 in Lyngdal) ist eine norwegische Fußballspielerin, die zuletzt bis 2016 für Stabæk FK und von 2003 bis 2016 für die Frauen-Nationalmannschaft spielte, deren Kapitänin sie eine Zeitlang war.

## Karriere

### Verein
Die 174 cm große Spielmacherin wuchs im Süden Norwegens in einer Familie von Fußballern auf: ihr Vater ist Fußballtrainer, ihre beiden älteren Schwestern, Vibeke und Kristin, widmeten sich früh dem Sport. Auch Ingvild Stensland begann bereits im Alter von sechs Jahren das Fußballspielen. Zunächst war sie in ihrer Heimatstadt bei Lyngdal IL aktiv, später spielte sie unter anderem für Athene Moss. 2002 schloss sie sich dem Kolbotn IL an, wo sie in der Innenverteidigung und allmählich immer häufiger auch im Mittelfeld eingesetzt wurde. Ihre guten Leistungen in der nationalen Liga und in europäischen Wettbewerben führten 2005 zu einem Vertragsangebot vom 1. FFC Turbine Potsdam, das sie jedoch nicht annahm. Anfang 2007 wechselte sie dagegen zum schwedischen Verein Göteborg FC. Ab dem 1. Januar 2009 spielte sie für Olympique Lyon. 
2011 gewann sie mit Olympique Lyon die UEFA Women’s Champions League 2010/11, wurde aber aufgrund von Verletzungen nur in zwei Spielen eingesetzt. Danach wechselte sie zu Kopparbergs/Göteborg FC und zur Saison 2012 in ihre Heimat zu Stabæk FK. In den Spielzeiten 2012, 2013 und 2014 kam sie auf insgesamt 45 Einsätze und erzielte dabei 20 Tore. Die Saison war dabei die erfolgreichste, denn Stabæk gelang das Double. Am 27. August 2014 zog sie sich beim Auswärtsspiel gegen Arna-Bjørnar einen Kreuzbandriss zu und kam 2015 zu keinem Ligaspiel. Im März 2016 gab sie ihr Comeback im Verein und brachte es in der Saison 2016 auf 13 Ligaspiele. Als Ligadritter wurde aber die Qualifikation für die UEFA Women’s Champions League 2017/18 verpasst.

### Nationalmannschaft
Stensland nahm mit der U-18-Mannschaft an der U-18-Fußball-Europameisterschaft der Frauen 1999 teil, bei der Norwegen den vierten Platz belegte.
In der norwegischen Nationalmannschaft debütierte Ingvild Stensland am 23. Januar 2003 beim Vier-Nationen-Turnier in China im Spiel gegen die USA. Sie nahm an der EM 2005 in England teil und gehörte auch dem Kader Norwegens bei der WM 2007 in China an. Bei diesem Turnier wurde sie in das All-Star-Team der besten Spielerinnen berufen. Beim Turnier der Olympischen Spiele 2008 in Peking erreichte sie mit Norwegen das Viertelfinale, bei der EM 2009 in Finnland das Halbfinale. 
Am 15. September 2010 machte sie im zweiten Playoff-Spiel der WM-Qualifikation gegen die Ukraine ihr 100. Länderspiel.
Die ausgebildete Lehrerin wurde 2005 zur norwegischen Fußballerin des Jahres gewählt. 2006 war sie als einzige Norwegerin für die Wahl zur FIFA-Weltfußballerin 2006 nominiert.
Stensland wurde in den Kader für die WM 2011 berufen und im Testspiel am 16. Juni 2011 gegen Deutschland nach acht Monaten Länderspielpause in der zweiten Halbzeit eingewechselt. Beim Vorrundenaus der norwegischen Mannschaft führte sie in allen drei Gruppenspielen Norwegen als Kapitänin aufs Feld. Nach der langen Verletzungspause konnte sie dem Spiel der norwegischen Mannschaft aber nur wenige Impulse geben.
2013 nahm sie zum dritten Mal an der Endrunde der Fußball-Europameisterschaft der Frauen teil und wurde in allen sechs Spielen eingesetzt. Durch eine 0:1-Niederlage im Finale gegen Deutschland wurde sie Vize-Europameisterin.
Für die WM 2015 wurde sie zwar in den vorläufigen Kader berufen, letztlich aber nicht berücksichtigt. Norwegen verpasste bei der WM durch das Achtelfinalaus die direkte Qualifikation für die Olympischen Spiele 2016. Nach 19 Monaten Länderspielpause wurde sie im Januar 2016 wieder bei zwei Testspielen eingesetzt und dann auch für das Qualifikationsturnier für die Olympischen Spiele im März 2016 berufen, kam aber nur zu zwei Einwechslungen im zweiten und dritten Gruppenspiel. Als letzter der vier Teilnehmer verpassten die Norwegerinnen dann endgültig die Olympischen Spiele.
Danach kam sie noch bei drei Spielen im April und Juni während der Qualifikation für die Fußball-Europameisterschaft der Frauen 2017 zum Einsatz, in denen sich die Norwegerinnen für die Endrunde qualifizierten. Nach der vorzeitigen Qualifikation wurde sie in den restlichen Qualifikations- und anschließenden Freundschaftsspielen nicht mehr berücksichtigt.
Bislang absolvierte Stensland 144 Länderspiele und erzielte dabei zehn Treffer, davon je einen in Freundschaftsspielen gegen Deutschland und England (Stand: 7. Juni 2016).

## Erfolge
- Norwegische Meisterin 2002, 2005, 2006, 2013
- Norwegische Pokalsiegerin 2012, 2013
- Vize-Europameisterin 2005, 2013
- Französische Meisterin 2010, 2011
- Champions-League-Siegerin 2011 mit Lyon

## Auszeichnungen
- Fußballerin des Jahres in Norwegen 2005
- 2007: Wahl in das All-Star-Team der WM